# Parque Nacional da Cameia
O Parque Nacional de Cameia é um Parque Nacional angolano, localizado em Moxico. Ocupa uma área de 14.450 km².

## História
O Parque Nacional de Cameia estabelecido como Reserva de Caça em 1937 e transformado em parque nacional em 1957. 
A fauna do parque tem sido quase completamente aniquilada após a guerra civil angolana teve consequências devastadoras para o parque, incluindo a caça descontrolada e da destruição de infraestrutura. Há uma séria falta de pessoal, recursos e apoio para o parque.

## Geografia
O Parque está limitado a Leste pelo rio Zambeze, a Sul pelo rio Luena e a Oeste pela linha do Caminho de Ferro de Benguela, que o atravessa a Norte. 
Grande parte do parque é constituído por planícies inundadas que fazem parte da bacia do rio Zambeze, com a metade norte do parque que drenam para o rio Chifumage. Há também vasta florestas de miombo, semelhantes aos da bacia do Zambeze, na Zâmbia ocidental. O parque é uma amostra da natureza não ocorrem em outras partes de Angola. Dois lagos, Lago Cameia e Lago Dilolo (a maior lago em Angola) estão fora dos limites do parque e ambas têm extensos gramados e pântanos que são ricas em aves aquáticas

## Biosfera
Os mamíferos mais abundantes são o gnu ou boi-cavaloa onça nusses, pacaças e Palanca.

## Ligações Externas
- Parques de Angola
- Observatório da Biodiversidade do Parque Nacional da Cameia